# Hayato Okamura
Hayato Josef Okamura (pokřtěný jako Josef; * 28. listopadu 1966 Praha) je česko-japonský tlumočník, od roku 2021 poslanec Poslanecké sněmovny PČR, člen KDU-ČSL.

## Život
Narodil se v Praze české matce Heleně Okamurové roz. Holíkové a japonskému otci Matsuovi Okamurovi. Pár měsíců poté se přestěhovali do Tokia, do Prahy se s matkou a mladšími bratry Tomiem a Osamu vrátil v roce 1976. V Česku vystudoval teologii a religionistiku na Univerzitě Karlově.
Živí se jako tlumočník japonštiny a průvodce japonských turistů. Jeho manželka je Rakušanka s česko-ukrajinsko-ruskými kořeny Ludmila Okamurová. Společně mají pět dětí.
Osobně se angažoval v pomoci křesťanským uprchlíkům z Iráku. Zapojil se také do iniciativy Kroměřížská výzva hledající vhodného kandidáta na prezidenta. V roce 2015 vstoupil do KDU-ČSL, za kterou kandidoval v Praze v podzimních sněmovních volbách 2017. Přestože ve volbách obdržel 5 053 preferenčních hlasů, mandát poslance nezískal.
Ve volbách do Senátu PČR v roce 2018 kandidoval za KDU-ČSL v obvodu č. 23 – Praha 8. V polovině července 2018 se však objevily zprávy o tom, že se s ním chce KDU-ČSL domluvit, aby kandidoval v obvodu č. 26 – Praha 2, kde lidovci žádného kandidáta ještě nemají. Ze strany KDU-ČSL byla důvodem možná podpora jiného kandidáta na Praze 8, a sice lékaře Pavla Dungla (za TOP 09). Nakonec však zůstal kandidátem KDU-ČSL v obvodu č. 23 – Praha 8, podpořili jej také Zelení. Se ziskem 11,74 % hlasů skončil na 5. místě.
Ve volbách do Evropského parlamentu v květnu 2019 kandidoval na 10. místě kandidátky KDU-ČSL, ale nebyl zvolen.
Ve volbách do Poslanecké sněmovny PČR v roce 2021 kandidoval z pozice člena KDU-ČSL na 15. místě kandidátky koalice SPOLU (tj. ODS, KDU-ČSL a TOP 09) v Praze. Získal však 24 426 preferenčních hlasů, skončil šestý, a byl tak zvolen poslancem.
Na sjezdu KDU-ČSL v říjnu 2024 kandidoval na funkci řadového místopředsedy strany, ale nebyl zvolen.
Podpořil by přesun českého velvyslanectví v Izraeli z Tel Avivu do Jeruzaléma.
Ve sněmovních volbách v roce 2025 kandiduje ze 13. místa kandidátní listiny koalice SPOLU v Praze.